# Turnišće
Turnišće est un village de la municipalité de Konjščina (comitat de Krapina-Zagorje) en Croatie. Au recensement de 2011, le village comptait 239 habitants.